# كندي دنماركي
بحسب إحصائيات عام 2006، كان هناك 200,035 كندي من أصول دنماركية. 17,650 منهم ولدوا في الدنمارك. كانت كندا مقصد المهاجرين الدنماركيين بعد فترة الحروب. وقد اقيم مركز للهجرة الكندية في كوبنهاغن مع أن المهاجرين الدنماركيين فضلوا السكن في المدن الكبيرة، إلا أن العديد منهم انتشروا في جميع أنحاء كندا. أقدم جالية كندية استوطنت في نيو دنمارك (الدنمارك الجديدة) في نيو برونزويك وكان أول الواصلين عام 1972. 1872.

## مشاهير كنديين من أصول دكماركية
- إيريك كريستنسون - لاهب هوكي
- هايدن كرستنسين - ممثل
- سكوت فرندسن - رياضي أولمبي
- آن هانسن - فوضوية
- غلينا هانسن - سياسية
- ريك هانسن - رياضي معوق
- كي في جوهانسن - كاتب
- راسموس ليردورف - مبرمج
- ليسلي نيلسن - ممثل كوميدي
- روبيرت بيلسون - صحافي
- ألف ارلينغ بورسيلد - عالم نبات
- إيريك نيلسون نائب رئيس الوزراء